# منطقه امنیتی مشترک (فیلم)
منطقه امنیتی مشترک (انگلیسی: Joint Security Area) فیلمی در ژانر درام به کارگردانی پارک چان-ووک است که در سال ۲۰۰۰ منتشر شد. از بازیگران آن می‌توان به لی یونگ ئه، لی بیونگ هون و کیم ته وو اشاره کرد.

## داستان فیلم
در کنار پل معروفی به نام "بدون بازگشت" در پونونجوم ،که در ناحیه دمیلیتیزه بین کره شمالی و کره جنوبی قرار دارد یک گارد مرزی توسط گلوله کشته میشود،از طرفی شمشیر یک سرباز کره جنوبی در محل حادثه وجود دارد به همین دلیل هر دو کشور کره شمالی و جنوبی این اقدام را تحریک آمیز در نظر میگیرند.و مقامات هر دو کشور برای حل این مشکل به NNSC درخواست میدهند تا این امور را بررسی کند.از کشور سوئیس یک کاپیتان خانم که از تبار کره است برای تحقیقات به محل حادثه فرستاده میشود و ...